# Bob Corker
Robert Phillips "Bob" Corker, Jr. (født 24. august 1952 i Orangeburg) er en amerikansk republikansk politiker. Han var medlem af USA's senat valgt i Tennessee fra 2007 indtil 2019.